# NGC 2101
NGC 2101 este o galaxie situată în constelația Pictorul. A fost descoperită în 9 ianuarie 1837 de către John Herschel. Se află la o distanță de 16,1 megaparseci de Pământ.